# Superman (actor porno)
«Superman» (¿24 de abril de 1920?-después de 1959), identificado por algunas fuentes como «Enrique», fue un actor pornográfico afrocubano de identidad incierta. Durante la década de 1950, se hizo famoso por sus espectáculos eróticos en el Shanghai Club de La Habana; tras la Revolución cubana, huyó de Cuba hacia paradero desconocido. En 1974, se le incluyó como un personaje más en la película El Padrino II.

## Biografía y trayectoria profesional
Nada se sabe acerca de los primeros años de «Superman» o de su nombre legal, salvo que quizá nació el 24 de abril de 1920 y que, aparentemente, era conocido como «Enrique» por sus conciudadanos habaneros.Para la década de 1950, «Superman» ya trabajaba como actor porno en el Shanghai Club de La Habana: protagonizaba un espectáculo de índole sexual llamado The Superman Show, que se convirtió en un importante atractivo de Cuba entre los turistas estadounidenses de la época. Dicho espectáculo consistía en la penetración vaginal de una mujer blanca encadenada a un poste, quien simulaba una reacción de horror ante el considerable tamaño de los genitales del actor afrocubano. En un artículo de 1992 para la revista Harper's Magazine, el periodista Robert Stone atribuyó el éxito de este espectáculo a lo que él denominó «el sexismo, el racismo y el especismo imperantes en La Habana prerrevolucionaria».
A raíz de The Superman Show, el intérprete cubano se hizo famoso por el gran tamaño de su pene, cuyos 35-45 centímetros de longitudle valieron su conocido nombre artístico de «Superman». Asimismo, se rumoreaba que mantuvo relaciones sexuales con ciertos famosos como la actriz Ava Gardner y el actor Marlon Brando, quienes se habrían sentido atraídos por las inusuales dimensiones de su miembro viril. El actor cubano también realizaba sesiones privadas de su espectáculo para clientes acaudalados, de las que quedó constancia en un vídeo grabado por «Superman» (quien normalmente rechazaba ser fotografiado o grabado) como un favor personal para el mafioso estadounidense Santo Trafficante, Jr.
Tras el ascenso al poder de Fidel Castro en 1959, «Superman» huyó de Cuba hacia paradero desconocido, aunque Graham Greene intentó localizarlo para que participase en la adaptación al cine de su novela Nuestro Hombre en La Habana. Pese a la inexistencia de información fiable sobre el actor después de 1959, los exiliados cubanos en Miami y Santo Trafficante, Jr. sospechaban que «Superman» falleció en Ciudad de México, asesinado por un amante celoso cuando intentaba escapar a Estados Unidos desde México. Frente a esta versión, algunos de los testimonios recabados por el escritor Alfredo Prieto sostienen que el intérprete no se marchó de Cuba tras la Revolución, sino que en realidad se hizo pasar por un simple jardinero para así poder vivir anónimamente en La Habana, hasta su muerte en fecha desconocida. En este sentido, un reportaje publicado en 2015 por la revista Roads and Kingdoms menciona un supuesto avistamiento tardío de «Superman», que habría tenido lugar en La Habana a principios de la década de 1980.

## Vida personal
«Superman» residía en el barrio de Los Sitios de La Habana. Según el testimonio de uno de sus exvecinos, el actor practicaba la santería y organizaba fiestas «salvajes» en su domicilio, además de frecuentar la compañía de extranjeros.
Respecto a su orientación sexual, las fuentes coinciden en que «Superman» se identificaba privadamente como homosexual, pero de cara al público mantenía una fachada heterosexual. En relación con ello, el ya mencionado reportaje de Roads and Kingdoms señaló que el actor llegaba a agredir físicamente a quienes aludían a su homosexualidad en su presencia (concretamente, a los que se referían a él por el apodo despectivo de «La Reina de Italia»).

## En la cultura popular
La referencia pop a «Superman» más conocida se encuentra en la película El Padrino II de 1974. En el citado filme, el actor cubano es interpretado por un hombre negro que muestra sus genitales ante la audiencia del Shanghai Club, durante una breve intervención de espaldas a la cámara.